# Agrotis significans
Agrotis significans là một loài bướm đêm trong họ Noctuidae.